# Svartörad barbett
Svartörad barbett (Psilopogon duvaucelii) är en asiatisk fågel i familjen asiatiska barbetter.

## Utseende och läte
Svartörad barbett är en liten (16–17 cm) och grön barbett. Den har blått på hjässa och strupe, med ett svart strupsidestreck och röda fläckar på huvudsidan. Den är mycket lik nära släktingen blåörad barbett, men har till skillnad från denna svarta örontäckare och ett svartaktigt band på nedre delen av strupen (blåörad barbett har blå örontäckare och mer utbrett blått på strupen samt saknar det svarta bandet). Lätet är ett tvåstavigt, upprepat "tk-trrt".

## Utbredning och systematik
Svartörad barbett delas upp i tre underarter med följande utbredning:
- Psilopogon duvaucelii duvaucelii – södra Malackahalvön, Sumatra, Bangka och Borneo
- Psilopogon duvaucelii gigantorhinus – Nias i nordvästra Sumatra
- Psilopogon duvaucelii tanamassae – Batuöarna i västra Sumatra

Arten Psilopogon cyanotis inkluderades tidigare i arten, då med namnet blåörad barbett på svenska. Sedan 2014 urskiljs den dock som egen art av Birdlife International, sedan 2023 även av eBird/Clements och IOC. I och med uppdelning flyttade Birdlife Sveriges taxonomiska kommitté över det svenska trivialnamnet till cyanotis medan duvaucelii i begränsad mening fick namnet svartörad barbett. Längre tillbaka inkluderades de båda i gulörad barbett (Psilopogon australis).

### Släktestillhörighet
Arten placerades tidigare liksom de allra flesta asiatiska barbetter i släktet Megalaima, men DNA-studier visar att eldtofsbarbetten (Psilopogon pyrolophus) är en del av Megalaima. Eftersom Psilopogon har prioritet före Megalaima, det vill säga namngavs före, inkluderas numera det senare släktet i det förra.

## Levnadssätt
Svartörad barbett hittas i skogar, framför allt där det förekommer fikon. Fågeln häckar i ett trädhål.

## Status och hot
Arten har ett stort utbredningsområde, men tros minska i antal, dock inte tillräckligt kraftigt för att den ska betraktas som hotad. Internationella naturvårdsunionen IUCN listar arten som livskraftig (LC).

## Namn
Fågelns vetenskapliga artnamn hedrar franske naturforskaren Alfred Duvaucel (1796-1824).